# Karate-Weltmeisterschaften 2008
Die neunzehnten Karate-Weltmeisterschaften fanden vom 13. bis zum 16. November 2008 im Nippon Budōkan in Tokio, Japan statt.

## Medaillen

### Männer
| Disziplin          | Gold               | Silber                   | Bronze              |
| ------------------ | ------------------ | ------------------------ | ------------------- |
| Kata Herren        | Luca Valdesi       | Antonio Díaz             | Vu Duc Minh Dack    |
| Kata Herren        | Luca Valdesi       | Antonio Díaz             | Mustafa Ibrahim     |
| Kata Team          | Frankreich         | Japan                    | Peru                |
| Kata Team          | Frankreich         | Japan                    | Italien             |
| Kumite bis 60 kg   | Danil Domdjoni     | Darkhan Assadilov        | Hossein Rouhani     |
| Kumite bis 60 kg   | Danil Domdjoni     | Darkhan Assadilov        | Douglas Brose       |
| Kumite bis 65 kg   | George Kotaka      | Ádám Kovács              | William Rollé       |
| Kumite bis 65 kg   | George Kotaka      | Ádám Kovács              | Takuro Nihei        |
| Kumite bis 70 kg   | Rəfael Ağayev      | Tamer Abdelraouf         | Saeed Baghbani      |
| Kumite bis 70 kg   | Rəfael Ağayev      | Tamer Abdelraouf         | Shinji Nagaki       |
| Kumite bis 75 kg   | David Dubó         | Müslüm Baştürk           | Mohamed Abdelrahman |
| Kumite bis 75 kg   | David Dubó         | Müslüm Baştürk           | Ko Matsuhisa        |
| Kumite bis 80 kg   | Satoshi Ibuchi     | Islamutdin Eldaruchev    | Hany Shakr          |
| Kumite bis 80 kg   | Satoshi Ibuchi     | Islamutdin Eldaruchev    | Alibek Prenov       |
| Kumite über 80 kg  | Stefano Maniscalco | Ibrahim Gary             | Calum Robb          |
| Kumite über 80 kg  | Stefano Maniscalco | Ibrahim Gary             | Jonathan Horne      |
| Kumite offen ippon | Rəfael Ağayev      | Spyridon Margaritopoulos | Stefano Maniscalco  |
| Kumite offen ippon | Rəfael Ağayev      | Spyridon Margaritopoulos | Gogita Arkania      |
| Team               | Türkei             | Serbien                  | Ägypten             |
| Team               | Türkei             | Serbien                  | Spanien             |

### Damen
| Event              | Gold              | Silber           | Bronze                 |
| ------------------ | ----------------- | ---------------- | ---------------------- |
| Kata Damen         | Nguyễn Hoàng Ngân | Sara Battaglia   | Kasuga Wakabayashi     |
| Kata Damen         | Nguyễn Hoàng Ngân | Sara Battaglia   | Marija Madžarević      |
| Kata Team          | Japan             | Frankreich       | Spanien                |
| Kata Team          | Japan             | Frankreich       | Italien                |
| Kumite bis 53 kg   | Natsuki Fujiwara  | Kora Knühmann    | Gülderen Çelik         |
| Kumite bis 53 kg   | Natsuki Fujiwara  | Kora Knühmann    | Elena Ponomareva       |
| Kumite bis 60 kg   | Maria Sobol       | Nassim Varasteh  | Katarina Strika        |
| Kumite bis 60 kg   | Maria Sobol       | Nassim Varasteh  | Vildan Doğan           |
| Kumite über 60 kg  | Tiffany Fanjaz    | Elisa Au-Fonseca | Evgenia Podborodnikova |
| Kumite über 60 kg  | Tiffany Fanjaz    | Elisa Au-Fonseca | Cristina Feo           |
| Kumite offen ippon | Yuka Sato         | Gloria Casanova  | Ema Aničić             |
| Kumite offen ippon | Yuka Sato         | Gloria Casanova  | Eva Tulejová-Medveďová |
| Team               | Deutschland       | Spanien          | Italien                |
| Team               | Deutschland       | Spanien          | Frankreich             |

## Medaillenspiegel
| Rang  | Land               | Gold | Silber | Bronze | Gesamt |
| ----- | ------------------ | ---- | ------ | ------ | ------ |
| 1     | Japan              | 3    | 1      | 4      | 8      |
| 2     | Frankreich         | 2    | 2      | 3      | 7      |
| 3     | Italien            | 2    | 1      | 4      | 7      |
| 4     | Vereinigte Staaten | 2    | 1      | 0      | 3      |
| 5     | Aserbaidschan      | 2    | 0      | 0      | 2      |
| 6     | Russland           | 1    | 1      | 2      | 4      |
| 6     | Türkei             | 1    | 1      | 2      | 4      |
| 8     | Deutschland        | 1    | 1      | 1      | 3      |
| 9     | Kroatien           | 1    | 0      | 1      | 2      |
| 10    | Chile              | 1    | 0      | 0      | 1      |
| 10    | Vietnam            | 1    | 0      | 0      | 1      |
| 12    | Spanien            | 0    | 2      | 3      | 5      |
| 13    | Ägypten            | 0    | 1      | 4      | 5      |
| 14    | Serbien            | 0    | 1      | 2      | 3      |
| 15    | Kasachstan         | 0    | 1      | 1      | 2      |
| 15    | Kanada             | 0    | 1      | 1      | 2      |
| 17    | Griechenland       | 0    | 1      | 0      | 1      |
| 17    | Ungarn             | 0    | 1      | 0      | 1      |
| 17    | Venezuela          | 0    | 1      | 0      | 1      |
| 20    | Brasilien          | 0    | 0      | 1      | 1      |
| 20    | Georgien           | 0    | 0      | 1      | 1      |
| 20    | Iran               | 0    | 0      | 1      | 1      |
| 20    | Peru               | 0    | 0      | 1      | 1      |
| 20    | Schottland         | 0    | 0      | 1      | 1      |
| 20    | Slowakei           | 0    | 0      | 1      | 1      |
| Total | Total              | 17   | 17     | 34     | 68     |